# Stanisław Mieszkowski

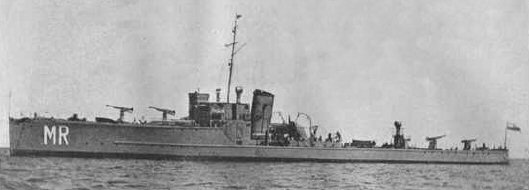
ORP „Mazur” w morzu

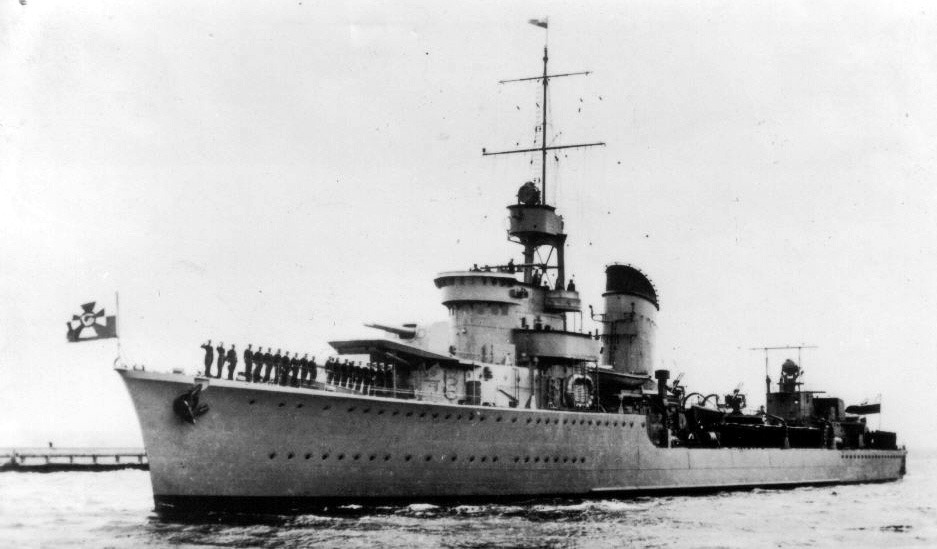
ORP „Grom” wchodzi do portu

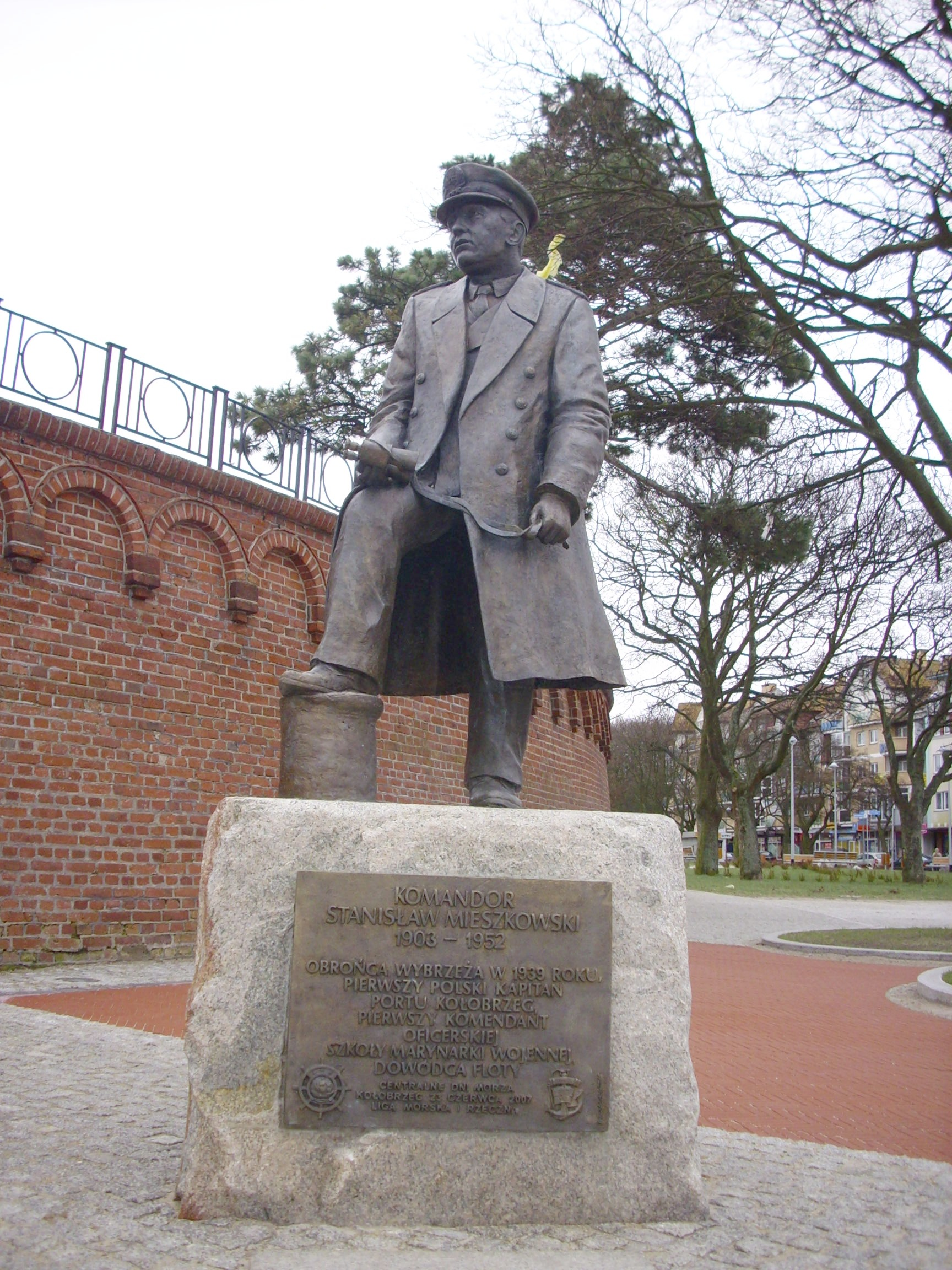
Pomnik komandora w kołobrzeskim porcie

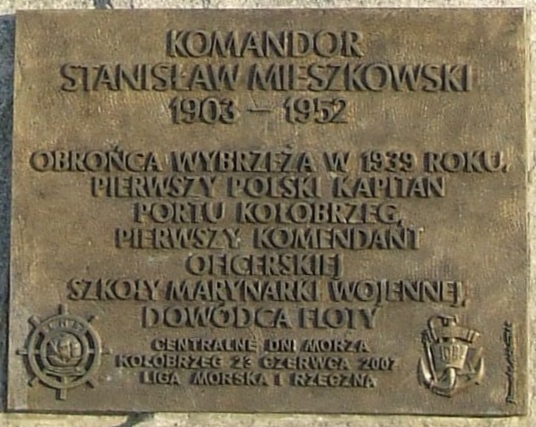
Tablica na pomniku Mieszkowskiego

Stanisław Mieszkowski (ur. 17 czerwca 1903 w Piotrkowie Trybunalskim, zm. 16 grudnia 1952 w Warszawie) – komandor Marynarki Wojennej, pośmiertnie mianowany kontradmirałem, szef Sztabu Głównego Marynarki Wojennej, dowódca Floty.

## Życiorys
Stanisław Artur Mieszkowski urodził się w rodzinie Juliusza i Stanisławy Reginy z Wojeńskich. Początkowo uczęszczał do gimnazjów w Piotrkowie Trybunalskim i Pabianicach oraz należał do harcerstwa. Gdy został przeniesiony do Gimnazjum im. Hetmana Stanisława Żółkiewskiego w Siedlcach rozpoczęła się wojna polsko-bolszewicka. Zgłosił się jako ochotnik do Wojska Polskiego. Walczył na froncie czeskim w szeregach 22 pułku piechoty.
Po zakończeniu działań wojennych powrócił do Siedlec, gdzie w 1923 roku zdał maturę. W latach 1923–1924 był słuchaczem Szkoły Podchorążych Piechoty w Warszawie, a w latach 1924–1927 słuchaczem Oficerskiej Szkoły Marynarki Wojennej w Toruniu. 10 września 1927 roku prezydent RP Ignacy Mościcki mianował go podporucznikiem ze starszeństwem z dniem 15 sierpnia 1927 roku i 8. lokatą w korpusie oficerów marynarki wojennej (korpus morski).
Pierwsze stanowisko służbowe objął w dywizjonie ćwiczebnym w Gdyni jako oficer wachtowy trałowca ORP „Rybitwa”. W 1928 roku wyznaczono go dowódcą plutonu w Kadrze Marynarki Wojennej w Świeciu, a rok później został oficerem wachtowym okrętu szkolnego ORP „Wilia”. 15 sierpnia 1929 roku awansował na porucznika ze starszeństwem z dniem 15 sierpnia 1929 roku i 8. lokatą w korpusie oficerów marynarki wojennej (korpus morski). W tym samym roku w Toruniu ukończył kurs przygotowawczy dla oficerów wyjeżdżających na studia za granicę, a w następnym roku Morską Szkołę Artylerii w Tulonie (franc. École des Officiers canonnier). Od 1930 do 1931 roku był wykładowcą w Szkole Specjalistów Morskich w Świeciu, po czym pełnił funkcję zastępcy dowódcy okrętu na torpedowcach ORP „Podhalanin” i ORP „Mazur”. W 1933 roku rozpoczął służbę w dywizjonie kontrtorpedowców w Gdyni, będąc I oficerem artylerii kontrtorpedowca ORP „Burza”. Od 1934 roku pełnił służbę w Kierownictwie Marynarki Wojennej w Warszawie na stanowisku kierownika Referatu Broni Szefostwa Artylerii i Służby Uzbrojenia.
27 czerwca 1935 roku awansował na kapitana ze starszeństwem z dniem 1 stycznia 1935 roku i 7. lokatą w korpusie oficerów marynarki wojennej (korpus morski). W 1935 roku dowodził kanonierką ORP „Generał Haller” oraz torpedowcem ORP „Ślązak”. Jeszcze w tym samym roku wyznaczono go dowódcą torpedowca ORP „Mazur” i kierownikiem grupy artylerii w Centrum Wyszkolenia Specjalistów Floty w Gdyni. W 1936 roku został oficerem artylerii w Dowództwie Floty, a następnie z ramienia Szefostwa Artylerii i Służby Uzbrojenia nadzorował budowę stawiacza min ORP „Gryf” w Hawrze (Francja). W 1937 roku był I oficerem artylerii w pierwszych załogach niszczycieli OORP „Grom” i „Błyskawica” oraz zasiadał w komisjach odbioru tych okrętów w Cowes (Wielka Brytania). Od 1938 roku był dowódcą kanonierki ORP „Generał Haller” i dowódcą Oddziału Podchorążych Szkoły Podchorążych Marynarki Wojennej. W 1938 roku w Gdyni ukończył kurs dla kapitanów marynarki przed awansem na oficerów sztabowych. Oddziałem Podchorążych kierował do czasu ewakuacji Szkoły Podchorążych Marynarki Wojennej na Wołyń przed rozpoczęciem II wojny światowej.
Podczas kampanii wrześniowej dowodził początkowo grupą kanonierek i kanonierką ORP „Generał Haller” w dywizjonie minowców, biorąc udział w obronie przeciwlotniczej gdyńskiego portu, osłonie stawiania min morskich na Zatoce Gdańskiej (Operacja „Rurka”) oraz przejściu grupy na Hel. Po wyokrętowaniu załóg kanonierek 3 września objął dowództwo odcinka przeciwdesantowego na cyplu helskim. Od 14 września do zakończenia obrony Wybrzeża dowodził baterią dział wymontowanych w Jastarni z trałowców typu FM. 2 października 1939 roku, po kapitulacji załogi Helu, dostał się do niewoli niemieckiej i przez resztę wojny znajdował się w oflagach: X B Nienburg, XVIII B Spittal i II C Woldenberg. W trakcie przebywania w obozach wykładał artylerię i język rosyjski oraz kierował sekcją rekwizytów teatralnych.
W 1945 roku po wyjściu z oflagu zdecydował się powrócić na Wybrzeże i rozpoczął pracę w Głównym Urzędzie Morskim na stanowisku kapitana portu w Kołobrzegu. Na początku 1946 roku został powołany do służby czynnej w Marynarce Wojennej w Gdyni i wyznaczony dowódcą Flotylli Trałowców. Po pół roku przeniesiono go do Oficerskiej Szkoły Marynarki Wojennej na Oksywiu, gdzie był jej organizatorem, dyrektorem nauk Wydziału Morskiego i p.o. komendanta szkoły. Od 6 marca 1947 roku pełnił funkcję szefa Sztabu Głównego Marynarki Wojennej. W 1949 na krótko objął stanowisko zastępcy dowódcy Marynarki Wojennej do spraw liniowych. 15 listopada 1949 został wyznaczony na stanowisko dowódcy Floty.
Był autorem licznych artykułów o siłach morskich w takich pismach jak Bellona, Marynarz Polski, Polska Zbrojna, czy Przegląd Morski. W latach 1947–1950 przewodniczył Komitetowi Redakcyjnemu tego ostatniego. Przetłumaczył książkę Port Artur Aleksandra Stiepanowa.
20 października 1950 roku został aresztowany przez funkcjonariuszy Głównego Zarządu Informacji MON i poddany brutalnemu, trwającemu dwa lata śledztwu. Formalnie, dowódcą Floty pozostawał do 14 lutego 1951 roku, po czym został przeniesiony do dyspozycji szefa Departamentu Personalnego MON. Z dniem 22 listopada 1951 roku został przeniesiony do rezerwy.
Został objęty procesem tzw. grupy kierownictwa konspiracji Marynarki Wojennej (sprawę tę nazywano także „spiskiem komandorów”).
21 lipca 1952 roku Najwyższy Sąd Wojskowy w Warszawie pod przewodnictwem Piotra Parzenieckiego skazał go na podstawie artykułu 86 § 1, 2 KK WP oraz artykułu 7 w związku z artykułem 15 § 2 małego kodeksu karnego na karę śmierci z utratą praw na zawsze i przepadkiem mienia.
Wraz z nim skazani zostali w tym samym procesie: na karę śmierci kmdr por. Robert Kasperski (ułaskawiony), kmdr por. Zbigniew Przybyszewski, kmdr Jerzy Staniewicz i kmdr Marian Wojcieszek (ułaskawiony), na karę dożywotniego więzienia: kmdr por. Kazimierz Kraszewski oraz kmdr por. Wacław Krzywiec. Prezydent Bierut nie skorzystał wobec niego z prawa łaski. Wyrok na nim wykonano w Więzieniu Mokotowskim w Warszawie 16 grudnia 1952 roku. Jego zwłoki zostały przez organa bezpieczeństwa publicznego potajemnie pogrzebane na tzw. „Łączce” na terenie Cmentarza Wojskowego na Powązkach w Warszawie.
Decyzją z 24 kwietnia 1956 Naczelny Sąd Wojskowy wznowił postępowanie i uchylił wyrok z 1952, stwierdzając całkowitą niewinność skazanych. Raport Komisji Mazura wymienia go z nazwiska jako bezzasadnie skazanego na śmierć.

## Identyfikacja
28 lutego 2014 roku, podczas uroczystości w Belwederze z udziałem prezydenta RP Bronisława Komorowskiego, Rada Ochrony Pamięci Walk i Męczeństwa, Pomorski Uniwersytet Medyczny w Szczecinie i Instytut Pamięci Narodowej ogłosiły, że zidentyfikowano szczątki Stanisława Mieszkowskiego wśród ofiar pomordowanych przez organa bezpieczeństwa publicznego w latach 1945–1956, pochowanych w Kwaterze na Łączce przy murze cmentarnym Cmentarza Wojskowego na Powązkach w Warszawie. Identyfikację szczątków odnalezionych na kwaterze "Ł" przeprowadzono w ramach Projektu Poszukiwań Miejsc Pochówku i Identyfikacji Ofiar Totalitaryzmów Polskiej Bazy Genetycznej Ofiar Totalitaryzmów.

## Uczczenie pamięci
W 1984 roku poświęcono tablicę pamięci kmdr. Stanisława Mieszkowskiego w kościele św. Michała Archanioła w Gdyni-Oksywiu. W 2003 imieniem komandora nazwano skwer w Kołobrzegu, a w 2007 odsłonięto tam także jego pomnik, autorstwa rzeźbiarza Romualda Wiśniewskiego. Na tablicy umieszczonej na pomniku, podpisanej przez Ligę Morską i Rzeczną, nie ujawniono faktu, że Mieszkowski został niewinnie stracony. Ulice noszące imię Komandora Stanisława Mieszkowskiego znajdują się w Gdyni i Piotrkowie Trybunalskim.
22 stycznia 2016 roku prezydent RP Andrzej Duda, na wniosek Ministra Obrony Narodowej Antoniego Macierewicza, mianował go pośmiertnie kontradmirałem, jako „Żołnierza Wyklętego”.
16 grudnia 2017 odbył się uroczysty, państwowy pogrzeb kontradmirała Stanisława Mieszkowskiego oraz kontradmirała Jerzego Staniewicza i komandora Zbigniewa Przybyszewskiego. Pochowani zostali na Cmentarzu Marynarki Wojennej w Gdyni-Oksywiu w Kwaterze Pamięci.

## Awanse
- podporucznik marynarki – 1927
- porucznik marynarki – 1929
- kapitan marynarki – 1935
- komandor podporucznik – 1946
- komandor porucznik – 1946
- komandor – 1948
- kontradmirał – 2016, pośmiertnie

## Ordery i odznaczenia
- Order Krzyża Grunwaldu III klasy
- Krzyż Oficerski Orderu Odrodzenia Polski (pośmiertnie, 1 sierpnia 2011)[11]
- Srebrny Krzyż Zasługi
- Brązowy Krzyż Zasługi
- Medal za Odrę, Nysę, Bałtyk
- Medal Zwycięstwa i Wolności 1945